# Natalja Snytina
Natalja Anatoljewna Snytina (rus. Наталья Анатольевна Снытина; ur. 13 lutego 1971 w Złatouście) – rosyjska biathlonistka, mistrzyni olimpijska.

## Kariera
W Pucharze Świata zadebiutowała 9 grudnia 1993 roku w Bad Gastein, zajmując 26. miejsce w biegu indywidualnym. Pierwsze punkty (w sezonach 1984/1985-1999/2000 punktowało 25. najlepszych zawodniczek) wywalczyła dwa dni później w tej samej miejscowości, kiedy zajęła trzynaste miejsce w sprincie. Jedyny raz na podium zawodów pucharowych stanęła 16 grudnia 1993 roku w Pokljuce, kończąc rywalizację w biegu indywidualnym na drugiej pozycji. W zawodach tych rozdzieliła Anne Briand z Francji i Włoszkę Nathalie Santer. W sezonie 1993/1994 zajęła 22. miejsce w klasyfikacji generalnej.
Na igrzyskach olimpijskich w Lillehammer w 1994 roku wspólnie z Nadieżdą Tałanową, Łuizą Noskową i Anfisą Riezcową wywalczyła złoty medal w sztafecie. Był to pierwszy w historii złoty medal olimpijski dla Rosji w biathlonie kobiet. Zajęła tam też 22. miejsce w biegu indywidualnym. W 1994 roku wzięła także udział w mistrzostwach świata w Canmore, gdzie reprezentacja Rosji nie ukończyła rywalizacji w biegu drużynowym.
Jej mężem był Walerij Miedwiedcew.

## Osiągnięcia

### Igrzyska olimpijskie
| Rok  | Miejscowość | Konkurencje | Konkurencje | Konkurencje | Konkurencje | Konkurencje | Konkurencje | Konkurencje |
| Rok  | Miejscowość | IN          | SP          | PU          | MS          | RL          | MR          | SR          |
| ---- | ----------- | ----------- | ----------- | ----------- | ----------- | ----------- | ----------- | ----------- |
| 1994 | Lillehammer | 22.         | –           | nd.         | nd.         | 1.          | nd.         | –           |

### Mistrzostwa świata
| Rok  | Miejscowość | Konkurencje | Konkurencje | Konkurencje | Konkurencje | Konkurencje | Konkurencje | Konkurencje |
| Rok  | Miejscowość | IN          | SP          | PU          | MS          | RL          | MR          | SR          |
| ---- | ----------- | ----------- | ----------- | ----------- | ----------- | ----------- | ----------- | ----------- |
| 1994 | Canmore     | nd.         | nd.         | nd.         | nd.         | nd.         | nd.         | –           |

### Puchar Świata

#### Miejsca w klasyfikacji generalnej
| Sezon     | Miejsce |
| --------- | ------- |
| 1993/1994 | 18.     |

#### Miejsca na podium chronologicznie
| Lp. | Dzień      | Rok  | Miejscowość | Konkurencja                | Lokata | Pudła   | Czas biegu | Strata | Zwycięzca   |
| --- | ---------- | ---- | ----------- | -------------------------- | ------ | ------- | ---------- | ------ | ----------- |
| 1.  | 16 grudnia | 1993 | Pokljuka    | Bieg indywidualny na 15 km | 2.     | 0+0+1+1 | 56:27,4    | +35,1  | Anne Briand |